# Pałagaj
Pałagaj (ros. Палагай) – wieś (dieriewnia) w Rosji, w Udmurcji, w rejonie jukamieńskim. W 2010 liczyła 457 mieszkańców.